# Liste der Staatsoberhäupter 1497
Übersicht
◄◄ | ◄ | 1493 | 1494 | 1495 | 1496 | Liste der Staatsoberhäupter 1497 | 1498 | 1499 | 1500 | 1501 | ► | ►►

Weitere Ereignisse

## Afrika
- (Abdalwadiden) (im heutigen West-Algerien, Hauptstadt Tlemcen)
  - Sultan: Abu Abdallah Muhammad VII. (1469–1504)

- Adal
  - Sultan: Muhammad ibn Azhar ad-Din (1488–1518)

- Ägypten (Burdschiyya-Dynastie)
  - Sultan: Al-Nasir Muhammad IV. (1496–1498)

- Äthiopien
  - Kaiser (Negus Negest): Na’od I. (1494–1508)

- Bornu (im heutigen Niger) (Sefuwa-Dynastie)
  - König/Mai: Ali Gazi (1465–1497)
  - König/Mai: Idris II. (1497–1515)

- Ifriqiya (Ost-Algerien, Tunesien) (Hafsiden)
  - Kalif: Muhammad V. (1493–1526)

- Jolof (im heutigen Senegal)
  - Buur-ba Jolof: Bukaar Biye-Sungule (1492–1527)

- Kano
  - Emir: Muhammad Rumfa (1463–1499)

- Kongo
  - Mani-Kongo: Nzinga á Nkuwu (João I.) (1470–1509)

- Marokko (Wattasiden)
  - Sultan: Muhammad asch-Schaich al-Mahdi (1465–1505)

- Munhumutapa-Reich
  - Herrscher: Kakuyo Komunyaka (1494–um 1530)

- Songhaireich (in Westafrika)
  - Herrscher: Mohommed Ture der Große (1493–1528)

## Amerika
- Aztekenreich
  - Tlatoani: Auítzotl (1486–1502)

- Hispaniola
  - spanischer Gouverneur Christoph Kolumbus (1492–1500)

- Inkareich
  - König: Huayna Cápac (1493–1527)

## Asien
- China (Ming-Dynastie)
  - Kaiser: Hongzhi (1487–1505)

- Japan
  - Kaiser: Go-Tsuchimikado (1464–1500)
  - Shōgun Ashikaga: Ashikaga Yoshizumi (1494–1508)

- Korea (Joseon-Dynastie)
  - König: Yeonsangun (1494–1506)

- Persien 
  - Sultan (Timuriden-Dynastie): Husain Bayqara (1469–1501)

- Thailand
  - König: Rama Thibodi II. (1491–1529)

## Europa
- Andorra
  - Co-Fürsten:
    - Königin von Navarra: Katharina von Navarra (1483–1517)
    - Bischof von Urgell: Pere de Cardona (1472–1515)

- Dänemark
  - König: Johann I. (1481–1513)

- Deutschordensstaat
  - Hochmeister: Johann von Tiefen (1489–1497)

- England
  - König: Heinrich VII. (1485–1509)

- Frankreich
  - König: Karl VIII. (1483–1498)
  - Bretagne
    - Herzogin: Anna (1488–1514)

- Heiliges Römisches Reich
  - König: Maximilian I. (1468–1519) (ab 1508 Kaiser)
  - Kurfürstentümer
    - Erzstift Köln
      - Erzbischof: Hermann von Hessen (1480–1508) (1498–1508 Administrator von Paderborn)

    - Erzstift Mainz
      - Erzbischof: Berthold von Henneberg (1484–1504)

    - Erzstift Trier
      - Erzbischof: Johann II. von Baden (1456–1503)

    - Böhmen
      - König: Vladislav II. (1471–1516) (1490–1516 König von Ungarn)

    - Brandenburg
      - Markgraf: Johann Cicero (1486–1499) (1473–1486 Regent)

    - Kurpfalz
      - Pfalzgraf: Philipp der Aufrichtige (1449–1451, 1476–1508)

    - Sachsen (Ernestiner)
      - Kurfürst: Friedrich III. der Weise (1486–1525)

  - geistliche Fürstentümer
    - Hochstift Augsburg
      - Bischof: Friedrich II. von Zollern (1486–1505)

    - Hochstift Bamberg
      - Bischof: Heinrich III. Groß von Trockau (1487–1501)

    - Hochstift Basel
      - Bischof: Kaspar zu Rhein (1479–1502)

    - Erzstift Besançon
      - Erzbischof: Charles de Neufchâtel (1463–1498)

    - Hochstift Brandenburg
      - Bischof: Joachim I. von Bredow (1485–1507)

    - Erzstift Bremen
      - Erzbischof: Johann III. Rode von Wale (1497–1511)

    - Hochstift Brixen
      - Bischof: Melchior von Meckau (1488–1509)

    - Hochstift Cambrai
      - Bischof: Heinrich von Glymes und Berghes (1480–1502)

    - Hochstift Cammin
      - Bischof: Benedikt von Waldstein (1485–1498)

    - Hochstift Chur
      - Bischof: Heinrich V. von Hewen (1491–1505)

    - Abtei Corvey
      - Abt: Hermann von Bömelberg (1478–1504)

    - Hochstift Eichstätt
      - Bischof: Gabriel von Eyb (1496–1535)

    - Fürstpropstei Ellwangen
      - Propst: Albrecht von Rechberg (1461–1502)

    - Hochstift Freising
      - Administrator: Ruprecht von der Pfalz (1496–1498)
      - Administrator: Philipp von der Pfalz (1497–1499) (1499–1541 Bischof von Freising, 1517–1541 Administrator von Naumburg)

    - Abtei Fulda
      - Abt: Johann von Henneberg-Schleusingen (1472–1513)

    - Hochstift Genf
      - Bischof: Philipp von Savoyen (1495–1509)
      - Administrator: Domenico della Rovere (1496–1497) (1482 Bischof von Genf)
      - Administrator: Aymon de Montfalcon (1497–1509) (1491–1517 Bischof von Lausanne)

    - Hochstift Halberstadt
      - Administrator: Ernst II. von Sachsen (1479–1513) (1476–1513 Erzbischof von Magdeburg)

    - Hochstift Havelberg
      - Bischof: Otto II. von Königsmarck (1493/94–1501)

    - Hochstift Hildesheim
      - Bischof: Berthold II. von Landsberg (1481–1502) (1470–1481 Bischof von Verden, 1481–1502 Administrator von Verden)

    - Hochstift Konstanz
      - Bischof: Hugo von Hohenlandenberg (1496–1530, 1531–1532)

    - Hochstift Lausanne
      - Bischof: Aymon de Montfalcon (1491–1517) (1497–1509 Administrator von Genf)

    - Hochstift Lübeck
      - Bischof: Dietrich II. Arndes (1492–1506)

    - Hochstift Lüttich
      - Bischof: Johann IX. von Hoorn (1483–1505)

    - Erzstift Magdeburg
      - Erzbischof: Ernst von Sachsen (1476–1513) (1479–1513 Administrator von Halberstadt)

    - Hochstift Meißen
      - Bischof: Johann VI. von Saalhausen (1487–1518)

    - Hochstift Merseburg
      - Bischof: Thilo von Trotha (1466–1514)

    - Hochstift Metz
      - Bischof: Heinrich II. von Lothringen-Vaudemont (1485–1505)

    - Hochstift Minden
      - Bischof: Heinrich III. von Schauenburg (1473–1508)

    - Hochstift Münster
      - Bischof: Konrad II. von Rietberg (1497–1508) (1482–1497 Bischof von Osnabrück, 1497–1508 Administrator von Osnabrück)

    - Hochstift Naumburg
      - Bischof: Johann III. von Schönberg (1492–1517)

    - Hochstift Osnabrück
      - Bischof: Konrad IV. von Rietberg (1482–1508) (1497–1508 Administrator, 1497–1508 Bischof von Münster)

    - Hochstift Paderborn
      - Bischof: Simon III. zur Lippe (1463–1498)

    - Hochstift Passau
      - Bischof: Christoph von Schachner (1490–1500)

    - Hochstift Ratzeburg
      - Bischof: Johannes V. Parkentin (1479–1511)

    - Hochstift Regensburg
      - Bischof: Ruprecht II. von Pfalz-Simmern (1492–1507)

    - Erzstift Salzburg
      - Erzbischof: Leonhard von Keutschach (1495–1519)

    - Hochstift Schwerin
      - Bischof: Konrad Loste (1482–1503)

    - Hochstift Sitten
      - Bischof: Nikolaus Schiner (1496–1499) (bis 1497 Apostolischer Vikar)

    - Hochstift Speyer
      - Bischof: Ludwig von Helmstatt (1478–1504)

    - Hochstift Straßburg
      - Bischof: Albrecht von Pfalz-Mosbach (1478–1506)

    - Hochstift Toul
      - Bischof: Ulrich von Blankenberg (1495–1506)

    - Hochstift Trient
      - Bischof: Ulrich IV. von Liechtenstein (1493–1505)

    - Hochstift Utrecht
      - Bischof: Friedrich IV. von Baden (1496–1516)

    - Hochstift Verden
      - Administrator: Berthold von Landsberg (1481–1502) (1481–1502 Bischof von Hildesheim, 1470–1481 Bischof von Verden)

    - Hochstift Verdun
      - Bischof: Guillaume de Haraucourt (1457–1500)

    - Hochstift Worms
      - Bischof: Johann III. von Dalberg (1482–1503)

    - Hochstift Würzburg
      - Bischof: Lorenz von Bibra (1495–1519)

  - weltliche Fürstentümer
    - Baden
      - Markgraf: Christoph I. (1475–1515)

    - Bayern
      - Bayern-München
        - Herzog: Albrecht IV. (1465–1508)

      - Bayern-Landshut
        - Herzog: Georg der Reiche (1479–1503)

    - Brandenburg-Ansbach
      - Markgraf: Friedrich II. (1486–1515) (1495–1515 Markgraf von Brandenburg-Kulmbach)

    - Brandenburg-Kulmbach
      - Markgraf: Friedrich II. (1486–1515) (1486–1515 Markgraf von Brandenburg-Ansbach)

    - Hanau
      - Hanau-Lichtenberg
        - Graf: Philipp II. (1480–1504)

      - Hanau-Münzenberg
        - Graf: Philipp I. der Jüngere (1458–1500) (1452–1458 Graf von Hanau)
        - Graf: Reinhard IV. (1496–1512)

    - Hessen
      - Niederhessen
        - Landgraf: Wilhelm II. (1493–1509)  (1500–1509 Landgraf von Oberhessen)

      - Oberhessen
        - Landgraf: Wilhelm III. (1483–1500)

    - Hohenzollern
      - Graf: Eitel Friedrich II. (1488–1512)

    - Kleve-Mark
      - Herzog: Johann II. (1481–1529)

    - Lippe
      - Herr: Bernhard VII. (1429–1511)

    - Lothringen
      - Herzog: René II. (1473–1508)

    - Mecklenburg
      - Herzog: Magnus II. (1477–1503)

    - Nassau
      - ottonische Linie
        - Nassau-Beilstein
          - Graf: Heinrich IV. (1473–1499)

        - Nassau-Breda
          - Graf: Engelbert II. (1475–1504)

        - Nassau-Dillenburg
          - Graf: Johann V. (1475–1516)

      - walramische Linie
        - Nassau-Idstein
          - Graf: Philipp (1480–1509)

        - Nassau-Weilburg
          - Graf: Ludwig I. (1492–1523)

        - Nassau-Wiesbaden
          - Graf: Adolf III. (1480–1511)

    - Oldenburg (gemeinsame Herrschaft)
      - Graf: Adolf (1482–1500)
      - Graf: Johann V. (1482–1526)

    - Ortenburg
      - Graf:  Wolfgang I. (1490–1519)

    - Ostfriesland
      - Graf: Edzard I. (1480–1528)

    - Pfalz (Kurlinie siehe unter Kurfürstentümer)
      - Pfalz-Mosbach-Neumarkt
        - Pfalzgraf: Otto II. (1461–1499)

      - Pfalz-Simmern
        - Pfalzgraf: Johann I. (1480–1509)

      - Pfalz-Zweibrücken
        - Pfalzgraf: Alexander (1490–1514)

    - Pommern
      - Herzog: Bogislaw X. (1478–1523) (1474–1478 Herzog von Pommern-Stettin)

    - Sachsen-Lauenburg (Askanier)
      - Herzog: Johann IV. (1463–1507)

    - Schleswig-Holstein (Schleswig gehörte nicht zum HRR, sondern war Teil Dänemarks)
      - herzoglicher Teil
        - Herzog: Friedrich I. (1482–1533) (1523–1533 König von Dänemark, 1524–1533 König von Norwegen)

      - königlicher Teil
        - Herzog: Johann I. (1482–1513) (1481–1513 König von Dänemark, 1481–1513 König von Norwegen, 1497–1501 König von Schweden)

    - Waldeck
      - Waldeck-Eisenberg
        - Graf: Philipp II. (1486–1524)

      - Waldeck-Wildungen
        - Graf: Heinrich VIII. (1486–1513) (1475–1486 Graf von Waldeck-Waldeck)

    - Württemberg
      - Herzog: Eberhard II. (1496–1498) (1480–1482 Graf von Württemberg-Stuttgart)

- Italienische Staaten
  - Ferrara, Modena und Reggio
    - Herzog: Ercole I. d’Este (1471–1505)

  - Florenz (nominell Republik)
    - Girolamo Savonarola (1494–1498) (de facto Herrscher)

  - Genua (1488–1499 Signoria der Sforza)
    - Signore: Ludovico Sforza (1494–1499)

  - Kirchenstaat
    - Papst: Alexander VI. (1492–1503)

  - Mailand
    - Herzog: Ludovico Sforza (1494–1499)

  - Mantua
    - Markgraf: Gianfrancesco II. Gonzaga (1484–1519)

  - Montferrat
    - Markgraf: Wilhelm XI. (1494–1518)

  - Neapel
    - König: Friedrich I. (1496–1500)

  - Rimini
    - Herr: Pandolfo IV. Malatesta (1482–1528)

  - Saluzzo
    - Markgraf: Ludwig II. (1475–1504)

  - San Marino
    - Capitani Reggenti: Cristofaro di Cecco di Vita, Bonifazio di Andrea (1496–1497)
    - Capitani Reggenti: Antonio di Bianco, Andrea di Giorgio Loli (1497)
    - Capitani Reggenti: Matteo Tura, Antonio di Bartolomeo (1497–1498)

  - Savoyen
    - Herzog: Philipp II. (1496–1497)
    - Herzog: Philibert II. (1497–1504)

  - Sizilien (1412–1713 zu Aragon bzw. Spanien)
    - König: Ferdinand II. (1479–1516)
      - Vizekönig: Juan III.de Lanuza (1495–1507)

  - Urbino
    - Herzog: Guidobaldo I. da Montefeltro (1482–1508)

  - Venedig
    - Doge: Agostin Barbarigo (1486–1501)

- Moldau
  - Fürst: Ștefan cel Mare (1457–1504)

- Monaco
  - Seigneur: Jean II. (1494–1505)

- Norwegen
  - König: Johann I. (1481–1513)

- Osmanisches Reich
  - Sultan: Bayezid II. (1481–1512)

- Polen
  - König: Johann I. (1492–1501)

- Portugal
  - König: Manuel I. (1495–1521)

- Russland
  - Großfürst: Iwan III. (1462–1510)

- Schottland
  - König: Jakob IV. (1488–1513)

- Schweden
  - Reichsverweser: Sten Sture der Ältere (1470–1497)
  - König: Johann I. (1497–1501)

- Spanische Staaten
  - Aragon
    - König: Ferdinand II. (1479–1516) (1474–1504 König von Kastilien, 1506–1516 Regent von Kastilien, 1512–1516 König von Navarra, 1504–1516 König von Neapel)

  - Kastilien
    - Königin: Isabella I. (1474–1504)
    - König: Ferdinand II. von Aragón (1474–1504) (de iure uxoris) (1506–1516 Regent von Kastilien, 1479–1516 König von Aragón und Sizilien, 1512–1516 König von Navarra, 1504–1516 König von Neapel)

  - Navarra
    - Königin: Katharina (1483–1517)
    - König: Johann III. (1484–1516) (de iure uxoris)

- Ungarn
  - König: Ulászló, II. (1490–1516) (1471–1516 König von Böhmen)

- Walachei
  - Fürst: Radu cel Mare (1495–1508)

- Zeta
  - Fürst: Stefan II. Crnojević (1496–1498)